# 아자 나칠레
아자 나칠레(Aaja Nachle, Come. Let's Dance)는 인도에서 제작된 아닐 메타 감독의 2007년 뮤지컬 영화이다. 마두리 딕시 등이 주연으로 출연하였고 야시 초프라 등이 제작에 참여하였다.

## 출연

### 주연
- 마두리 딕시

### 조연
- 디비아 더따
- 주갤 한스라이
- 다르샨 자리알라
- 쿠날 카푸르
- 이르판 칸
- 악샤예 칸나
- 수시미타 무케르지
- 수시미타 무케르지
- 노와즈
- 비나이 파닥
- 아샤 사치데브
- 콘코나 센 샤르마
- 야쉬팔 샤마
- 란비르 쇼레이
- 라구비르 야다브

## 제작진
- 라인프로듀서: 요겐드라 모그레
- 의상: 만디라 슈클라
- 의상: 매니쉬 말호트라
- 의상: 돌리 아흘루왈리아